# Клитчоглу, Серафима Георгиевна
Серафима Георгиевна Клитчоглу (1876 — 1926) — участница революционного движения в Российской империи в начале XX века, эсерка-террористка. Упоминается в романе Романа Гуля «Азеф».

## Биография
Родилась в 1876 году в семье отставного статского советника, директора Амурского пароходного общества. С 1893 года была слушательницей историко-филологического отделения Высших женских курсов в Петербурге, после в 1897 году поступила в Медицинский институт. В 1893 году Клитчоглу вошла в Петербургскую народовольческую организацию, а в 1897 году примкнула к эсерам. Занималась революционной агитацией среди молодежи, хранила и распространяла нелегальную литературу. Первый раз была арестована в 1898 году и выслана в Саратов под гласный полицейский надзор. Там Клитчоглу вошла в местную организацию эсеров, а с 1902 года — в Саратовский ЦК.
Серафима Клитчоглу сотрудничала с видными деятелями революционного движения — Григорием Гершуни, Павлом Крафтом, Михаилом Мельниковым, Николаем Ракитниковым, была близка с «бабушкой русской революции» Катериной Брешко-Брешковской. Евно Азеф описывал Клитчоглу следующим образом: «Недурна собой, среднего роста, краснощекая, смуглая, еврейский тип, одета в темную накидку, на лице белый вуаль».

### Террористическая деятельность
Деятельность Серафимы Клитчоглу в 1902 — 1904 была направлена на восстановление Боевой организации, обескровленной массовыми арестами, и на подготовку покушения на министра внутренних дел В. К. Плеве. Летом 1903 года Клитчоглу начала собирать для этой цели уцелевших деятелей партии, сподвижников Григория Гершуни, большинство которых находились в Харькове, Киеве, Екатеринославе и других южных городах Российской империи. Провокатор Евно Азеф сообщил о намерениях Клитчоглу в департамент полиции, и за террористкой было установлено наблюдение, однако ей удалось скрыться за границей. Летом 1903 года Клитчоглу встречалась с лидерами партии, которые находились на тот момент в Париже, Женеве и Ницце, и, вероятно, участвовала в I съезде Заграничной организации.
В августе 1903 года с фальшивым паспортом на имя Тютчевой Клитчоглу вернулась в Петербург и развернула активную деятельность: курировала агитацию рабочих и студентов, поддерживала связи с организациями Поволжья и Юга Европейской России, «заправляла самыми конспиративными делами». Однако главной её целью было убийство В. К. Плеве, для чего она поддерживала отношения с Егором Созоновым и Алексеем Покотиловым. В августе — декабре 1903 года Клитчоглу занималась формированием боевого отряда, в который вошли: А. А. Биценко, М. М. Булгаков, М. С. Виттенберг, А. М. Егорова, А. П. Кудрявцев, М. О. Лебедева, С. Я. Метт, В. Н. Михайлов, О. К. Тягунова, В. В. Хлебникова, М. М. Чернавский и другие. Террористы установили наблюдение за выездами Плеве и ожидали благоприятного момента для покушения.
В январе 1904 года Серафима Клитчоглу была выдана полиции Евно Азефом и её отряд был ликвидирован, однако обстоятельства этого до некоторой степени спорны. Обычно считается, что Азеф видел в Клитчоглу конкурентку, так как если бы ей удалось осуществить покушение на Плеве, Боевая организация вместе с доступом к кассе была бы передана именно ей, а не Азефу, а потому у последнего были собственные причины избавиться от Клитчоглу и её группы. Примерно 15 — 19 января 1904 года состоялась встреча Азефа и Клитчоглу, которую Азеф заранее согласовал с департаментом полиции. В департаменте Азефу были даны гарантии, что арест Клитчоглу будет отложен на некоторое время, чтобы не вызвать у террористов подозрений в отношении Азефа. Однако директор департамента полиции А. А. Лопухин нарушил договоренность со своим агентом, и арест Клитчоглу и её товарищей произошел всего через несколько дней после её встречи с Азефом. В ночь на 29 января по «делу Клитчоглу-Тютчевой» было арестовано 32 человека, в последующие дни — еще 26 человек. Действия Лопухина вызывали возмущение как у Азефа, который попал под риск разоблачения, так и коллег-полицейских. Например, Л. А. Ратаев заявил: «Вопреки состоявшемуся соглашению, по совершенно ничтожному поводу, Клитчоглу через два дня после посещения её Азефом была внезапно арестована , причем ликвидация её группы никаких осязательных результатов не дала. Я тогда же утверждал, а впоследствии все признали, что несвоевременный арест Клитчоглу был ошибкой».
Вопреки ожиданиям департамента, никто из арестованных террористов не дал исчерпывающих признательных показаний, поэтому вскоре часть из них освободили за недостаточностью улик, а остальных выслали под гласный полицейский надзор в места проживания родителей.

### Дальнейшая судьба
В феврале 1905 года Серафима Клитчоглу была отправлена под гласный надзор на пять лет в Архангельскую губернию, откуда в августе она бежала за границу и после провозглашения Манифеста 17 октября вернулась в Петербург и вновь занялась подготовкой покушений. Снова была арестована, выслана в Благовещенск к отцу, где также подвергалась арестам. Впоследствии вышла замуж, родила трёх детей, работала учительницей и жила мирной жизнью.